# Cyttopsis rosea
Cyttopsis rosea är en fiskart som först beskrevs av Lowe, 1843.  Cyttopsis rosea ingår i släktet Cyttopsis och familjen Parazenidae. Inga underarter finns listade i Catalogue of Life.